# Whitehorse (Canada)
Whitehorse is een stad in Canada en tevens hoofdstad van het Canadese Yukon, sinds 1952. In dat jaar verhuisde het bestuur van het territorium van Dawson City naar Whitehorse. De ruim opgezette stad heeft 28.201 inwoners (2021) en een oppervlakte van 416,44 km², en wordt omgeven door drie bergen: Grey Mountain in het oosten, Heackel Hill in het noordoosten en Golden Horn Mountain in het zuiden.

## Verbindingen
Whitehorse heeft, ondanks zijn geïsoleerde ligging, goede verbindingen:
- de White Pass & Yukon Route (spoorlijn);
- de Yukon (rivier): deze is slechts 3 maanden bevaarbaar, vanaf Whitehorse tot aan de monding, de rest van het jaar is de rivier dichtgevroren;
- de Alaska Highway (snelweg).
- Whitehorse International Airport (vliegveld); in (of nabij) Whitehorse heeft een 3-tal landingsbanen, waarvan de langste landingsbaan 9497 voet (2895 meter) lang is. Het vliegveld wordt aangeduid met luchthavencode YXY.

De naam van de plaats is afkomstig van een stroomversnelling in de buurt van wat daardoor Whitehorse zou worden genoemd: het woest schuimende water deed denken aan witte, springende paarden.

## Klimaat
Whitehorse heeft, net als Yellowknife, een (sub)poolklimaat, het klimaat is hier ook extreem:
Gemiddeld −22 °C in januari en 21 °C in juli.

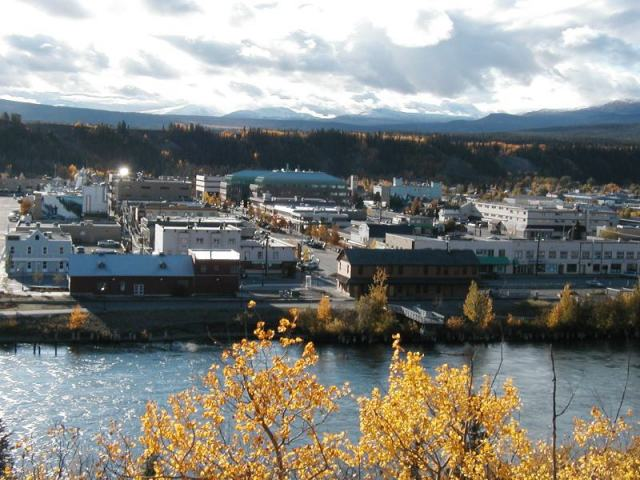
Whitehorse